# また かけるから
『また かけるから』は、橘いずみの2枚目シングル。1992年11月21日に発売された。発売元はSony Records。規格品番はSRDL-3577。

## 概要
- 前シングル『君なら大丈夫だよ』から5か月後の発売。
- C/W曲「空色のカーテン」は、デビューアルバム『君なら大丈夫だよ』からのリカット。

## 収録曲
作詞・作曲：橘いずみ
1. また かけるから（5分13秒）
編曲：星勝　コーラス・アレンジ：町支寛二
2. 空色のカーテン（3分44秒）
編曲：岩崎琢

## 楽曲収録アルバム
- また かけるから
  - オリジナル『どんなに打ちのめされても』（1993年）
  - CD-BOX『Izumi works from 1992-1997 〜Sony Music Years Complete Box〜』（2019年）
- 空色のカーテン
  - オリジナル『君なら大丈夫だよ』
  - ベスト『GOLDEN☆BEST 橘いずみ』（2002年）
  - CD-BOX『Izumi works from 1992-1997 〜Sony Music Years Complete Box〜』

## ミュージシャン
- また かけるから
  - Guitar：武沢豊
  - Bass：美久月千晴
  - Drums：湊雅史
  - Keyboards：中西康晴、松浦晃久
  - Chorus：町支寛二
  - Operation：小泉洋
- 空色のカーテン
  - Acoustic Guitar：安田裕美
  - Bass：バカボン鈴木
  - Keyboards：岩崎琢
  - Operation：浦田恵司
  - Oboe：石橋雅一